# Baldwin Lonsdale
Baldwin Lonsdale (ur. 5 sierpnia 1948 na wyspie Mota Lava, zm. 17 czerwca 2017 w Port Vila) – vanuacki polityk, bezpartyjny prezydent od 22 września 2014 roku do śmierci.
Pochodził z wyspy Mota Lava w prowincji Torba. Był duchownym anglikańskim. Zanim został kapłanem, pełnił funkcje starszego urzędnika służby cywilnej i sekretarza generalnego rządu prowincji Torba.